# Невидимая леди
Невидимая леди или Женщина-невидимка (англ. Invisible Woman), настоящее имя Сьюзан «Сью» Шторм-Ричардс (англ. Susan "Sue" Storm-Richards), первоначально известная как Невидимая девушка (англ. Invisible Girl) — супергероиня, появляющаяся в американских комиксах издательства Marvel Comics. Шторм является участницей-основательницей Фантастической четвёрки, а также первым супергероем женского пола, созданным Marvel Comics во времена Серебряного века комиксов.
Сью Ричардс получила свои силы в результате воздействия космических лучей. Её основные способности заключаются в манипулировании световыми волнами, которые позволяют ей делать себя невидимой. Также Сью обладает способностью проецировать силовые поля из невидимой псионической энергии, которую она использует как в наступательных, так и в оборонительных целях. Сью играет центральную роль в жизни её «вспыльчивого» младшего брата Джонни Шторма, гениального супруга Рида Ричардса, близкого друга Бена Гримма и детей, Франклина и Валерии.
Будучи объектом увлечения со стороны Доктора Дума и, в первую очередь, Нэмора Подводника, Сью, из-за своей пассивной силы невидимости, в ранних приключениях команды часто оказывалась девицей в беде. С развитием её способностей вплоть до проектирования силовых полей, сила Сью возрастает, и она становится вторым авторитетом в команде. В то время как в первые годы Сью находится в тени её брата и мужа, в настоящее время она считается душой Фантастической четвёрки.
Роль Невидимой леди исполняют: Ребекка Стааб в невыпущенном фильме «Фантастическая четвёрка», Джессика Альба в «Фантастической четвёрке» 2005 года и его сиквеле 2007 года, и Кейт Мара в фильме «Фантастическая четвёрка» 2015 года. В фильме «Фантастическая четвёрка: Первые шаги» (2025), действие которого разворачивается в рамках медиафраншизы «Кинематографическая вселенная Marvel», героиню сыграла Ванесса Кирби.

## История публикаций
Созданная сценаристом Стэном Ли и художником / соавтором Джеком Кирби, героиня дебютировала в The Fantastic Four #1 (Ноябрь, 1961)
При написании комиксов о Фантастической четвёрке Ли опирался на семейные ценности, оставляя экшн на втором плане, поэтому для него было важно включить в состав команды персонажа женского пола. В ответ на критику фанатов о бесполезности Сьюзан Шторм, Ли посвятил первую историю The Fantastic Four #11 (Ноябрь, 1962) тому, как Фантастическая четвёрка читает письма от поклонников и приводит несколько примеров, когда Невидимая девушка сыграла ключевую роль в противостоянии с их врагами. Её младший брат Джонни Шторм стал главным возмутителем спокойствия в команде, в то время как сама Сью стала вершиной любовного треугольника между ней, Ридом Ричардсом и непостоянным союзником Четвёрки Нэмором. Первоначально, Сьюзан была единственной причиной, по которой задира Бен Гримм состоял в команде, однако в дальнейших выпусках мотивация Существа была переосмыслена.
Ли не хотел наделять Сью суперспособностями, во избежание того, что та «станет Чудо-женщиной и начнёт избивать людей», однако, в конечном итоге остановился на невидимости, вдохновившись такими картинами как «Человек-невидимка». Согласно, оригинальному двух-страничному резюме сюжета для The Fantastic Four #1, впоследствии опубликованному в первых десяти выпусков Marvel Masterworks и Marvel Epic Collection, Сью обладала теми же силами, что и главный герой картины «Человек-невидимка» от Universal Studios, отчего оставалась полностью обнажённой. Авторы сочли подобную условность «чересчур вульгарной» для комиксов. Кроме того, в соответствии с вышеупомянутым описанием она не могла становиться видимой и носила воссоздающее её лицо маску, когда хотела, чтобы кто-то знал о её присутствии. К моменту написания и иллюстрирования первого выпуска, способности Невидимой девушки были переосмыслены: Сьюзан могла становиться невидимой по своему усмотрению, а её одежда исчезала вместе с ней.
Наибольшую роль Невидимая леди сыграла в серии Fantastic Four. В Fantastic Four #22 (Январь, 1964) авторы расширили способности Сью, предоставив ей возможность делать других людей и другие предметы невидимыми, а также генерировать силовые поля и создавать псионические взрывы. Кроме того, в ранних выпусках Сью ограничивалась ролями ассистентки и заместителя Рида. Всё изменилось, когда над серией начал работать Джон Бирн. Под его авторством, Сью стала более уверенной и напористой, а её способности — универсальными и впечатляющими. Так например Сью обнаружила возможность манипулировать материей через воздух, обездвиживать врагов или атаковать на расстоянии. Сьюзан изменила свой псевдоним на Невидимая леди, и, в настоящее время, признаётся одной из самых могущественных персонажей Marvel.
В апреле 2019 года Marvel объявила о запуске сольной минисерии героини под названием Invisible Woman, состоящее из пяти выпусков. Обложку к первому номеру нарисовал Адам Хьюз.

## Биография

### Ранняя жизнь
Согласно The Marvel Saga: Official History of The Marvel Universe #16, Сьюзан Шторм и её младший брат Джонатан Шторм выросли в городе Гленвилл, Лонг-Айленд, будучи детьми врача Франклина Шторма и женщины по имени Мэри. Однажды родители оставили их одних, чтобы поехать на ужин в честь доктора Шторма. По дороге у их машины сдулась шина, что привело к автокатастрофе. Мэри получила тяжёлое ранение и Франклин настаивал на личном оперировании своей жены. Он не смог спасти её и она скончалась. После смерти жены, доктор Шторм превратился в картёжника и пьяницу, потеряв свою медицинскую практику, что в итоге натолкнуло его на неумышленное убийство ростовщика. Франклин отказался от средств защиты в суде, так как всё ещё винил себя в смерти жены. Поскольку их отец находился в тюрьме, Сью была вынуждена по-матерински заботиться о своём младшем брате.
В то время как Сью жила у своей тёти, в возрасте 17 лет она познакомилась со своим будущим мужем, Ридом Ричардсом, гостем их дома, который посещал колледж. После окончания средней школы, Сьюзан переехала в Калифорнию, чтобы поступить в колледж для продолжения своей актёрской карьеры, и снова столкнулась с Ридом. Со временем у них завязались романтические отношения.
Рид Ричардс, который работал в области аэрокосмической техники, занимался проектированием космических аппаратов для межзвездных путешествий. Всё шло хорошо, пока правительство не прекратило финансирование его проекта. Ричардс, желая воплотить в жизнь свои задумки, решился на проведение внепланового испытательного полёта. Изначально он должен был лететь только со своим лучшим другом Беном Гриммом, однако Сью сыграла важную роль в выборе Рида, из-за чего он позволил ей и её младшему брату Джонни отправиться вместе с ними. В космосе квартет подвергся воздействию огромного количества космических лучей. В результате им пришлось прервать миссию и вернуться на Землю. Совершив аварийную посадку, они обнаружили, что приобрели фантастические способности; теперь Сью могла становиться невидимой по своему желанию. Осознавая потенциальные возможности использования их способностей, они сформировали команду, известную как Фантастическая четвёрка. Сью взяла себе псевдоним Невидимая девушка.

### Невидимая девушка
Фантастическая четвёрка обосновалась в здании Бакстера, расположенном в Манхэттене. Их первым противником был Человек-крот, а вскоре после этого они противостояли Скруллам. Фантастическая четвёрка столкнулась со многими суперзлодеями в начале своей супер-геройской карьеры, но ни один из них не оказал такого сильного впечатления на Сью, как Нэмор Подводник. Принц Атлантиды назвал её прекраснейшей из всех женщин, что он когда-либо видел и предложил ей стать его королевой, но сердце Невидимой девушки принадлежало Риду. Вскоре после этого, команда впервые встретилась с Доктором Думом.
Первоначально её способности ограничивались на невидимости. Тем не менее, в скором времени Сью обнаружила, что она может делать другие вещи невидимыми, а также создавать силовые поля из невидимой энергии. После того, как Сью получила травму в бою с Человеком-кротом, её отец сбежал из тюрьмы и оперировал её, чтобы спасти дочери жизнь. Франклин признал свою вину перед детьми, прежде чем вернуться в тюрьму. Тем не менее, Супер-Скрулл нашёл способ похитить Франклина и принять его облик, а затем вступил в бой против Фантастической четвёрки. Сам доктор Шторм пожертвовал собой, накрывая своим телом мину-ловушку, и погиб в присутствии дочери и сына, которых очень любил.
Отношения Сью и Рида прогрессировали и в итоге они решили пожениться. Свадьба Невидимой девушки и Мистера Фантастика была названа событием века и некоторые супергерои Нью-Йорка присутствовали на ней. Даже несколько супер-злодеев хотело присутствовать на церемонии, для внезапного нападения на Фантастическую четвёрку. Вскоре после этого Сью и Фантастическая четвёрка впервые столкнулись с Галактусом и Серебряным Сёрфером. Позже Сью забеременела её первым ребёнком. Из-за этого она некоторое время не могла исполнять служебные обязанности в команде. Её заменила тогдашняя девушка Джонни, представительница расы Нелюдей, Кристалл.
Космическое излучение каким-то образом повлияло на тело Сьюзан, что вызвало серьёзные трудности в процессе беременности. Зная это, Рид, Джонни и Бен отправились в Негативную Зону, чтобы заполучить Жезл космического контроля Аннигилуса. Благодаря эффективному использованию устройства, ребёнок был благополучно рождён на свет и получил имя Франклин, названный в честь отца Сью и Джонни. Космическое облучение, наделившее Рида и Сьюзан суперслами, повлияло на генетическую структуру их сына: Франклин родился мутантом, обладающим полномочиями самого высокого потенциала. Стремясь использовать таланты мальчика в личных целях, Аннигилус вызвал преждевременное высвобождение скрытых способностей Франклина. Поскольку Франклин был слишком молод и неопытен, чтобы контролировать огромные запасы энергии внутри его тела, Рид Ричардс опасался, что его сын не сможет удержать силу внутри себя, что приведёт к уничтожению всего живого на Земле. Будучи не в состоянии найти другое решение за короткий промежуток времени, прежде чем случится неминуемая катастрофа, Рид спроектировал прибор, который отправил Франклина в кому, при этом блокировав пси-энергию внутри него. Обозлившись на Рида за его поступок, Сью покинула Фантастическую четвёрку и развелась с ним. Её место временно замещала Медуза. Благодаря Нэмору, Сью помирилась с Ридом и вернулась в команду, а Франклин, некоторое время спустя, пришёл в себя.

### Невидимая леди
Сьюзан в конечном итоге забеременела во второй раз. Тем не менее, травма её первой беременности меркла по сравнению с со второй по нескольким причинам. Ребёнок Сьюзан оказался мертворождённым, подвергшись излучению, когда команда в последний раз находилась в Негативной Зоне. Депрессией Сью манипулировал Психо-человек, который усилил её негативные черты характера и превратил в Малик. Будучи Малик, Сью напала на своих друзей и семью из Фантастической четвёрки, используя способности, которые она никогда не показывала ранее. Она с лёгкостью одолела Женщину-Халк и Человека-факела, однако Риду удалось остановить Сью, заставив её ненавидеть себя. Освободившись из-под влияния Психо-человека, Сью победила его. Воссоединившись со своими товарищами по команде, Сью заявила, что Психо-человек больше никогда не причинит никому вреда. Последние события глубоко отразились на ней и она решила сменить свой псевдоним на Невидимая леди. Вместе с Ридом она ненадолго покинула команду. В этот период Невидимая леди и Мистер Фантастик некоторое время состояли в рядах Мстителей. Вскоре они вернулись в Фантастическую четвёрку.
Во время событий Infinity War Сью была вынуждена вновь столкнуться с Малик, которая всплыла в её подсознании. После победы над ней, личность Малик влилась в её собственное сознание. Впоследствии личностью Сью находилась под влиянием Малик, из-за чего она стала более агрессивной в бою, например придавая силовым полям форму лезвий, разрезающих врагов. Её сын Франклин, который отправился в будущее, а затем вернулся в прошлое, став супер-героем Пси-Лордом, был в состоянии освободить свою мать и поглотить Малик. В конце концов ему удалось победить Малик, проецируя её в сознание Тёмного разбойника, безумного альтернативного аналога Рида Ричардса, который затем погиб в Негативной Зоне.
После мнимой смерти Рида, Сью обнаружила в себе лидерские качества. Примерно в то же время Сьюзан, которая чувствовала, что её муж всё ещё жив, продолжила его поиски, предварительно отвергнув ухаживания со стороны Нэмора. В конце концов команде удалось найти и вернуть Рида, который некоторое время испытывал неуверенность в своих навыках лидера, поскольку Сью также оказалась способным лидером.
Вернувшись за Землю, команда столкнулась с Валерией фон Дум. Эта новая Девушка Марвел пришла из альтернативного будущего, где была дочерью Сьюзан Шторм и Виктора фон Дума. Во время противостояния с Абраксасом, Франклин показал, что он использовал свои способности, чтобы спасти оригинального мёртво-рождённого ребёнка Сью и поместил его в альтернативное будущее. После окончания истории с Абраксасом, Девушка Марвел была восстановлена внутри матки Сью.
На этот раз роды Сью оказались ещё тяжелее, чем прежде. Благодаря Доктору Думу, Сью смогла родитель здоровую девочку, которой Дум дал имя Валерия в качестве цены за помощь. Дум использовал на ней заклинание, поместив в её тело духа Фамильяра, чтобы использовать его против Фантастической четвёрки. Команде удалось освободить Валерию от контроля супер-злодея и одолеть его.

### Гражданская война
Брат Сью, Джонни, наслаждаясь свиданием, был избит перед ночным клубом местными жителями, которые были возмущены тем, что его статус супергероя/знаменитости предоставляет ему проход без очереди, подпитывая свою ненависть недавним инцидентом в Стамфорде.
Во время Гражданской войны, Сью изначально была на стороне супер-героев, выступающих за регистрацию сверх-людей, однако, став свидетельницей убийством Билла Фостера от руки клона Тора, созданного её мужем Мистером Фантастиком и Тони Старком Сью помогла Тайным Мстителям Капитана Америки, накрыв их силовым полем и позволив уйти.
Позднее этой ночью, Сью покинула здание Бакстера и встретилась с Джонни. Она оставила записку спящему Риду, сообщив ему, что дети находятся на его попечении, так как она намерена уйти в подполье и объединить силы армией сопротивления Капитана Америки. В конце послания она сердечно попросила мужа «исправить всё».
В ходе финальной битвы, развернувшейся в Civil War #7, Таскмастер попытался пристрелить её, однако Рид заслонил собой тело жены. Разозлившись, Сью атаковала Таскмастера силовым полем, оставив в земле глубокую дыру. После окончания войны, Невидимая леди помогла с восстановлением Нью-Йорка. Вместе с другими Тайными Мстителями она была амнистирована. Стремясь возместить ущерб, причинённый их браку во время войны, Сью и Рид покинули Фантастическую четвёрку, попросив Чёрную пантеру и Шторм подменить их на время. Отпуск Сью и Рида закончился вскоре после того, как на них напала Ужасающая четвёрка и они вернулись в команду.

### Мировая война Халка
Во втором выпуске ограниченной серии World War Hulk Фантастическая четвёрка противостояла Халку. Рид разработал устройство, воссоздающее образ Часового, чтобы с её помощью временно успокоить Халка. Тем не менее, тот быстро раскрыл обман и вступил в бою против команды. Сью использовала силовые поля, защищая Рида от ударов Халка, который, тем не менее, разрушил их с такой силой, что она потеряла сознание, оставляя мужа уязвимым. Перед этим она успела позвонить Часовому, попросив его о помощи.
Халк превратил Мэдисон Сквер Гарден в гладиаторскою арену. Сью и другие побеждённые герои находились в плену на более низком уровне. Герои были оснащены теми же дисками повиновения, которые использовались для подавления силы Халка и заставляли его бороться с его спутниками на Сакааре.

### Секретное вторжение
Во время прохождения лекционного турне в Ванкувере Сью была захвачена Скруллом, который принял облик Рида Ричардса. Самозванец сдавил её мозг силовым полем, после чего Невидимая леди потеряла сознание. Затем другой Скрулл проник в здание Бакстера под видом Сьюзан Шторм и открыл портал в Негативную Зону, переместив туда три верхних этажа штаб-квартиры Фантастической четвёрки, при этом захватив Джонни, Бена, Франклина и Валерию. Вскоре выяснилось, что этим Скруллом была Лайджа, бывшая жена Джонни, которая когда-то внедрилась в Фантастическую четвёрку, выдавая себя за любовный интерес Бена, Алисию Мастерс.
Настоящая Сью пришла в себя в одном из сбитых кораблей Скруллов по окончании инопланетного вторжения.

### Тёмное правление
Рид решил серьёзно переосмыслить свою жизнь и построил устройство под названием «Мост», которое позволило ему путешествовать между другими реальностями. Тем не менее, как только он запустил «Мост», агенты М. О. Л. О. Т.а вторглись в здание Бакстера и отключили питание в здании Бакстера, что привело к колебанию мощности, которое отправило Сью, Джонни и Бена в доисторическую эру. В то время как Рид изучал альтернативные реальности, где Гражданская война закончилась по-другому, Сью, Джонни и Бен путешествовали по всему временному пространству. Вернувшись они обнаружили вторжение агентов МОЛОТа, во главе с Норманом Озборном. Сью потребовала, чтобы он отошёл от её детей и атаковала его силовым полем. После ухода Озборна, Сью потребовала, чтобы Рид уничтожил «Мост». Он согласился, но на самом деле продолжил свои эксперименты в тайне от жены.

### Фонд Будущего
После смерти Джонни остальная часть команды переименовала себя в Фонд Будущего, в то время как Человек-паук стал её четвёртым участником. Когда один из Ридов Ричардсов из другой вселенной прибыл в их реальность, Сьюзан вернулась в здание Бакстера, пока остальные члены команды сражались с другими Ридами в городе Высшего Эволюционера. Впоследствии Рид объединил Фонд Будущего со Мстителями, Новыми Мстителями и многими другими героями, чтобы атаковать Аттилан, который также принимал участие в развернувшейся войне. Сразу после того, как герои покинули здание Бакстера, армия Крии напала на Нью-Йорк. Используя свою силу и броню Железного человека, Сью создала вокруг Манхэттена силовое поле, но оно быстро было уничтожено. Тем временем Культ Негативной Зоны проник в здание Бакстера и открыл портал в негативную Зону. Человек-паук попытался помешать им, но потерпел неудачу. Из портала вышел воскресший Джонни Шторм с побеждённым Аннигилусом.
Джонни собрал других членов команды, нарисовав в небе пламенную четвёрку. Сью, Рид, Бен и Питер сели на один из кораблей Аннигиляционной волны под контролем Джонни, который использовал повёл оставшуюся часть кораблей в битву против армии Крии. Вскоре Рид и Сью обратились к Галактусу за помощью, после чего Пожиратель миров разрушил силы Крии. В этот момент перед ними предстали Целестиалы, с целью уничтожить всё живое. Несмотря на попытки команды использовать оружие массового поражения, разработанное Ридами, им не удалось остановить Целестиалов. Тем не менее, согласно плану Натаниэля Ричардса, появились взрослые версии Франклина и Валерии. Будущий Франклин использовал свою силу, чтобы исцелить Галактуса и уничтожить с его помощью Целестиалов. Позже, в процессе перестраивания здания Бакстера, Мистер Фантастик показал новую штаб-квартиру под названием Фонд и новые костюмы были переданы членам Фонда Будущего, в рамках реформирования Фантастической четвёрки.

### Время на исходе
Восемь месяцев спустя, Сью стала агентом Щ. И. Т.а и воссоединилась со Мстителями. Она была замечена во время захвата и допроса Амадея Чо, наряду с Капитаном Марвел и Соколиным глазом, требуя выдать местоположение Иллюминатов, в том числе и Рида Ричардса. Вскоре выяснилось, что на самом деле она помогала её мужу и Иллюминатам скрываться от Щ. И. Т.а.

### Секретные войны
Осознавая, что человечество обречено, Сью и другие члены Фантастической четвёрки создавали спасательный плот, в надежде перезапустить человеческую расу после столкновения вселенных 616 и 1610. Тем не менее, в ходе столкновения их вселенной и Ultimate-вселенной, часть корабля, где находились Сью, Бен и большая часть детей из Фонда Будущего отделилась. Невидимая леди создала силовое поле вокруг корабля, однако Риду не удалось спасти их и Сью, в числе прочих, погибла. Когда Молекулярный человек передал Риду свою силу, тот использовал обретённые полномочия, чтобы воскресить свою семью, включая Сью. Затем они начали восстанавливать мульти-вселенную.

### Возвращение на Землю-616
С появлением новой угрозы в лице Плакальщицы над концом всего сущего, Мистер Фантастик практически полностью израсходовал свои силы, дарованные Потусторонними, в то время как в распоряжении Франклина остались лишь ограниченные способностями к искажению реальности. Поскольку Плакальщица уничтожила более 100 миров, Фонду Будущего пришлось противостоять ей собственными силами со смертью Молекулярного человека. Рид сыграл на её гордыне, заявив, что Фантастическая четвёрка в полном составе смогла бы одолеть её, в результате чего та предоставила ему своё оборудование, позволившее Риду и Сью воссоединиться с Джонни и Беном. Благодаря подоспевшим союзникам в лице бывших членов команды, Фантастическая четвёрка одержала победу и вернулась на Землю, где появилась новая команда под названием Фантастикс, во главе с Мисс Америкой, взявшей имя Мисс Фантастикс. Фантастическая четвёрка одобрила деятельность Фантастикс и даже передала команде Здание Бакстера, в то время как сама перенесла штаб на улицу Янси.

## Силы и способности
Женщина-невидимка получила свои силы в результате воздействия космических лучей, которые привели к мутации её организма. В ранних приключения квартета она могла лишь становиться невидимой, однако затем обнаружила способность скрывать из поля зрения другие объекты и проецировать невидимые силовые поля. Многие персонажи, в том числе архивраг Фантастической четвёрки Доктор Дум, называли Сью сильнейшим членов команды. Она является одной из немногих существ, способных разорвать оболочку Целестиалов.

### Невидимость
Будучи Невидимой леди, Сьюзан может полностью или частично становиться невидимой по своему усмотрению. Также она в состоянии делать других людей или объекты невидимыми. Диапазон её полномочий охватывает до сорока тысяч кубических футов. Сью активирует свои способности силой мысли, изгибая все длины волн видимого, инфракрасного и ультрафиолетового света, за счёт чего свет огибает её тело или выбранные объекты. При этом отсутствуют какие-либо видимые эффекты искажения. Согласно справочнику Women of Marvel: Celebrating Seven Decades Handbook, сетчатки Сью не функционируют привычным образом, и вместо того, чтобы просто охватить объекты с использованием отражённого света, сетчатки в глазах Сью интерполируют формы на основе отражённых космических лучей, присутствующих в слоях атмосферы. Эта аномалия, по всей видимости, позволяет ей различать невидимых людей и объекты, хотя она не видит их в цвете, так как отражения космических лучей обходят стержни и конусы её глаз. Кроме того, её зрение становится монохромным в состоянии невидимости, поскольку глаза перестают отражать свет. Также она способна ощущать людей или объекты, которые исчезают из поля зрения с помощью научных средств, и может вернуть их в привычное состояние.

### Проекция силового поля
Также, Сью способна силой мысли генерировать псионические невидимые щиты, по-видимому, извлекая их из гиперпространства, чтобы затем манипулировать ими в различных целях. Чаще всего Сьюзан формирует практически неразрушимые силовые поля вокруг себя или других людей. Она может изменять структуру и прочность своих полей, в зависимости от их предназначения. Тем не менее, при создании мощных полей она испытывает физическое перенапряжение, нередко сопровождающееся кровотечением из носа. Также, она способна создавать непрозрачные и полупрозрачные поля, напоминающие молочное стекло, для отражения лазерных лучей или сформировать частично проницаемую мембрану, способную фильтровать поступающий из воды кислород. Сью может образовывать из псионических силовых полей невидимые конструкции, как правило, принимающие простые формы, такие как: барьеры, колонны, конусы, цилиндры, диски, куполы, платформы, пандусы, горки и сферы. Для наступательных целей, Сью придаёт им форму оружия, от небольших снарядов до массивных невидимых таранов. Также, она способна генерировать твёрдые силовые конструкции, маленькие, как крошечный шарик, или большие, как 100-футовые (30 м) купола, диаметр которых может быть увеличен весьма значительно, вплоть до несколько миль.
При формировании одного из её силовых полей внутри объекта и расширении поля, Сью может тем самым вызвать взрыв внутри тела цели. Также, она способна передвигаться на вершине созданных конструкций, таких как: платформа, лестница, горка, диск, тем самым её силы позволяют ей парить в воздухе. Она может управлять энергией своих силовых полей вокруг других объектов для имитации способности телекинеза. Она способна генерировать и манипулировать несколькими силовыми полями одновременно. Эта сила ограничивается лишь концентрацией: как только Сьюзан перестаёт концентрироваться на поле, оно просто перестаёт существовать.
Силовые поля Сью также могут противодействовать или взаимодействовать с другими формами псионической энергии. Например, во время сражения с Пси-Лордом, взрослой версией её собственного сына, силовые поля Невидимой леди защищали её разум от телепатических способностей Франклина. Аналогичным образом, энергия Джин Грей не смогла проникнуть через щиты Сьюзан.

### Другие способности
Также Сьюзан является компетентным мастером боевых искусств, пройдя курс обучения Железного кулака и получив дополнительный инструктаж от Существа и Женщины-Халк. Её беспрецедентное чувство сострадания делает её прирождённым лидером, и она, как правило, выступает в качестве второго командира Фантастической четвёрки, исполняя эти обязанности во время отсутствия Мистера Фантастика.

## Альтернативные версии

### Marvel 1602
В реальности Marvel 1602 Сьюзан Шторм была членом Четвёрки из Фантастика, которые приобрели своим удивительные способности во время экспедиции в Саргассовом море. Тем не менее, в отличие от остальных альтернативных версий героини, она не могла становиться видимой. По словам Нила Геймана, Женщина-невидимка олицетворяет алхимический элемент воздух.
В начале Marvel 1602: Fantastick Four Сьюзан была беременна от сэра Рида Ричардса. Он запретил ей присоединиться к нему в погоне за Отто фон Думом в таком состоянии, однако та всё равно последовала за ним. К большому шоку мисс Дорис Эванс, сэр Ричард и Сьюзан не были женаты.

### Adam Warlock
На Анти-Земле аналоги Фантастической четвёрки захватывают экспериментальный космический корабль, чтобы стать первыми людьми, полетевшими в космос. Человек-Зверь сводит на нет эффекты космического излучения для каждого из них, за исключением Рида Ричардса, для которого последствия облучения наступают лишь 10 лет спустя. Когда их корабль терпит крушение, Сью Шторм впадает в кому и так и не выходит из неё.

### Age of Apocalypse
В альтернативной реальности, известной как Age of Apocalypse, Сьюзан так и не стала Женщиной-невидимкой, и вместо этого помогала своему возлюбленному Риду Ричардсу в его попытке эвакуировать большую группу людей с Манхэттена, когда Апокалипсис пришёл к власти. Вместе с Беном Гриммом и её братом Джонни они использовали один из прототипов ракет Рида, чтобы улететь с острова. Тем не менее, мутант саботировал запуск, и Рид и Джонни пожертвовали собой, чтобы спасти остальных от взрыва.
Сьюзан и Бен присоединились к Высшему совету человечества в качестве полевых агентов. Они отправились в Евразийский командный центр безопасности, чтобы забрать Брюса Бэннера, учёного, который работал над проектом ядерной боеголовки и был ключом к нанесению первого удара. Впоследствии Сьюзан и Бен помогали в эвакуации людей, которые содержались в плену на так называемых ковчегах, объединив их в единый флот для бегства с Земли.

### Age of Ultron
В сюжетной линии Age of Ultron Женщина-невидимка осталась единственным выжившим членом Фантастической четвёрки и присоединилась к группе выживших героев. Группа отправилась в Дикую Землю, чтобы найти Ника Фьюри, в дальнейшем намереваясь уничтожить Альтрона. Росомаха хотел, чтобы они вернулись в прошлое и убили Хэнка Пима, прежде чем тот создаст Альтрона, утверждая, что Пим расценит предупреждение не создавать робота как вызов, и несмотря ни на что сконструирует его.
Группа отказалась от этого плана и несколько её членов отправились в будущее. Росомаха, тем не менее, отправился в прошлое с намерением убить Пима. Женщина-невидимка бросилась вслед за ним, в надежде убедить Логана изменить своё решение. Когда Росомаха напал на Пима, Женщина-невидимка создала силовое поле, чтобы остановить смертельный удар. Разрываясь между просьбами Хэнка о помощи и напоминаниями Росомахи о том, что произойдет, если тот останется в живых, Сью позволяет Росомахе убить Пима. С наступлением последствий этого решения, Росомаха вновь вернулся в прошлое и убедил самого себя отступить. Росомахи и Сью помогли Пиму создать лазейку в программировании Альтрона, с помощью которого робота можно было отключить прежде, чем тот начнёт проявлять агрессию.

### Age of X
В реальности Age of X, где люди охотятся на мутантов, после того, как её сын Франклин был атакован Волчицей, Сью сдала её охотникам на мутантов, а остальная часть Фантастической четвёрки была захвачена властями. Позже она объединилась со Мстителями. Сью пыталась помешать команде убивать мутантов, чувствуя вину за то, что она сделала с Фантастической четвёркой. В конечном итоге пожертвовала собой, чтобы обеспечить отступление мутантов с Крепости Икс и была убита своим бывшим товарищем по команде Халком.

### Exiles
Сьюзан неоднократно появлялась на страницах Exiles. Сначала она была представлена как супруга Чёрного Грома, помогая ему победить тиранического диктатора этой реальности — Железного человека. Другая версия Сью появилась в роли мадам Гидры (Императрица Гидра). Она контролировала сознания Капитана Америки, Слэймастера и Росомахи. К последнему у неё возникли романтические чувства. Данная версия Сьюзан Шторм ответственна за убийство миллиардов людей. Наряду с Изгнанниками, ей противостояли Рид Ричардс и Электра из этой реальности. После того, как Изгнанники победили её, Сьюзан сбежала в другое измерение и начала вербовать злодеев, побеждённых Изгнанниками в различных реальностях, чтобы сформировать собственную команду сверхлюдей. Третья альтернативная версия оказалась единственной выжившей в испытательном полёте, по окончании которого приобрела суперспособности. Спасённая Нэмором, Сью впоследствии вышла за него замуж и родила двоих детей, Гамбита и Валерию Фен.

### Земля-65
Во вселенной Паука-призрака Сьюзан Шторм была частью актёрского состава сериала «Фантастическая четвёрка». Став жертвой собственных амбиций, Сьюзан заключила союз с Доктором Думом во время поездки в Латверию и, наряду со своим братом Джонни Штормом, получила суперспособности. Проведя следующие пять лет за совершенствованием своих способностей, она соблазнила Дума, и как только она получила от него всю необходимую информацию, Сьюзан убила его и узурпировала личность монарха. В дальнейшем, вернувшись в Нью-Йорк, она и её брат начали использовать свои силы в качестве линчевателей, а также убили свою мать и кремировали её тело.
В попытке убрать Призрака-паука со своего пути, Сью и Джонни притворились, что хотят подружиться с ней и объединиться в одну команду. Тем не менее, на следующий день Сьюзан потребовала, чтобы Призрак-паук покинул Нью-Йорк, нарекая себя и Джонни новыми правителями города. Когда Призрак-паук отказалась, Сью окружила её голову силовым полем, лишив воздуха, несмотря на протесты Джонни о том, что Сью обещала не убивать её. Симбиот Призрака-паука напал на Сью, нейтрализовав действие силового поля. После непродолжительного сражения Сью удалось захватить Призрака-паука, но Джонни убедил её дать ей шанс присоединиться к ним. Сьюзан угрожала убить отца Призрака-паука и обратить жителей города против неё с помощью постановочного видео, в результате чего Призрак-паук была вынуждена отправиться на Землю-616.

### House of M
В реальности House of M Сьюзан мутировала и умерла вместе со своим мужем Ридом Ричардсом и космонавтом Джоном Джеймсоном, оставив Бена Гримма одного. Их сын Франклин оказался сиротой. Позже выяснилось, что Доктор Дум, лидер Фантастической четвёрки, дал своим подопечным суперспособности, проводя эксперименты на трупах Рида и Сью.

### Marvel Apes
В реальности Marvel Apes Невидимая девушка представлена как обезьяна, которая неохотно превратилась в человека после получения своих сил. Процесс причиняет ей огромное горе. Она дружила с другим человеком, Чарльзом Дарвином, также оказавшимся в затруднительном положении во вселенной обезьян. Позже она помогла защитить свою вселенную от захватчиков зомби. Она была зажарена и съедена своим «братом»-зомби.

### Marvel Mangaverse
В альтернативной реальности под названием Marvel Mangaverse настоящее имя Невидимой девушки — Сиу Шторм. У неё есть сводная сестра Джоната Шторм. Сиу испытывала эмоциональную отрешённость на уровне психоза и страдала от расстройства личности. Она была участницей местной версии Фантастической четвёрки. Члены команды использовали блоки питания, которые позволили им создавать меха. Сиу проецировала 200-футового «невидимого друга», построенный из её невидимых силовых полей. Команда сражалась с монстрами размером с Годзиллу из различных инопланетных ксенокультур, которые атаковали Землю. В Mangaverse  vol.1 команда уничтожила меха-подобного Аннигилуса. В New Mangaverse Сиу была убита ниндзя-убийцами, отправленными Рукой.

### Marvel Zombies
В реальности Marvel Zombies на Землю попала космическая инфекция, превратившая живых существ в зомби. Рид и Сью лишились своих детей Франклина и Валерии, которые были убиты зомби-Женщиной-Халк. Обезумевший Рид намеренно подверг своих товарищей по команде воздействию зомби-вируса, после чего Сью, Джонни и Бен заразили его. Они попытались пробраться к порталу в другие измерения, однако Нику Фьюри удалось уничтожить его. Впоследствии зомби-Мистер Фантастик обманом заманил свою Ultimate-версию в их измерение, однако тому удалось сбежать. Зомби-Фантастическая четвёрка проникла в Ultimate вселенную, однако потерпела поражение и оказалась заключена в тюремную камеру. Благодаря уловке зомби-Мистера Фантастика, им удалось выбраться, после чего они атаковали здание Бакстера. Зомби-Сьюзан Шторм и других членов зомби-Фантастической четвёрки победил Ultimate-Рид Ричардс в теле Доктора Дума, после чего их остатки были выброшены в зомби-вселенную.

### MC2
Во вселенной MC2 Сьюзан сдерживала дыры, которые вели в Негативную Зону. Затем она вернулась к к Фантастической пятёрке. Сью сражалась с Галактусом во время минисерии Last Planet Standing. Сью разместила силовое поле, чтобы предотвратить продвижение цунами, которое могло уничтожить Нью-Йорк.

### Mutant X
В более мрачной реальности Mutant X Сью не обладала сверхспособностями, однако носила высокотехнологичный костюм. Она и несколько других супергероев попытались остановить Потустороннего, который отбил нападение и убил их всех.

### Ultimate Marvel
Во вселенной Ultimate Marvel Сью Шторм значительно моложе своего классического аналога. Она была старшим ребёнком учёного доктора Франклина Шторма и унаследовала гениальность своего отца. С раннего детства Сьюзан была вундеркиндом и устроилась работать в Здание Бакстера, правительственную исследовательскую лабораторию в центре Манхэттена. Сью представлена как привлекательная и очень талантливая девушка, обладающая глубокими познаниями в биохимии. Во время обучения в здании Бакстера, между Сью и её одноклассником Ридом Ричардсом завязались романтические отношения. Во время тестирования телепортирующего устройства произошёл сбой, в результате чего Сью переместилась в центр пустыни Невады. Она была найдена бывшим преподавателем здания Бакстера, доктором Артуром Молкевичем, который сопроводил Сью в своё убежище, расположенное под улицами Манхэттена. Молкевич успокоил её и помог научиться управлять новыми способностями, которые она приобрела в ходе недавнего эксперимента. В это же время Молкевич отправил монстра в здание Бакстера для того, чтобы тот привёл к нему Рида, его лучшего друга Бена Гримма и младшего брата Сью Джонни, которые также приобрели способности после посещения N-Зоны. Тем не менее, команде из четырёх молодых людей удалось остановить Молкевича и выбраться на поверхность.
В течение следующих месяцев Сьюзан изучила природу способностей Рида и Джонни, однако её собственные силы и изменения, произошедшие с Беном, так и остались нераскрытыми. Сью продолжала совершенствовать новообретённые способности и установила, что те зависели от её эмоционального состояния, отчего в экстремальных ситуациях создавать поля ей давалось легче, чем в состоянии покоя. Когда Виктор Ван Дамм атаковал здание Бакстера с помощью механических насекомых, Сью создала большое силовое поле, из-за чего у неё из носа пошла кровь. Вместе они противостояли Доктору Думу, который и стоял за нападением. Сью доказала свою значимость для команды, и когда Фантастическая четвёрка приобрела всеобщую известность, Сьюзан взяла себе псевдоним Невидимая леди. Её слава и красота привлекли внимание таких известных личностей, как миллиардер Тони Старк. Тем не менее, Сью оставалась верна Риду Ричардсу, несмотря на его озабоченность наукой. За время существования Ultimate-вселенной, Сью была одним из основных персонажей в Ultimate Secret и Ultimate Power. Невидимая леди участвовала в событиях комикса-кроссовера Ultimatum, в ходе которого пыталась сдержать затопившую Нью-Йорк волну при помощи силового поля. Ей удалось спасти множество невинных жизней, однако из-за огромного физического напряжения она на некоторое время впала в кому. Одной из жертв волны оказался её отец. На похоронах доктора Шторм Рид сделал Сью предложение, но та отказалась, мотивируя своё решение тем, что Рид отправился на спасение мира и оставил её в одиночке. С этого момента Фантастическая четвёрка распалась и Сью углубилась в работу. В дальнейшем она узнала, что Бен испытывал романтические чувства к ней. Некоторое время спустя, Нью-Йорк подвергся нападению инопланетян, за которым стоял обезумевший Рид Ричардс. После победы над ним, Сью начала встречаться с Беном и какое-то время спустя родила от него дочь. Кроме того, она не раз сталкивалась со ставшим злодеем Ричардсом, обеспечив поддержку команде Алтимейтс.

### What If?
В мире, обозначенном как Земля-772, в What If? Человек-паук присоединился к Фантастической четвёрке, но из-за его присутствия Сьюзан начала чувствовать себя бесполезной на фоне четырёх мужчин в команде, в результате чего она покинула Фантастическую пятёрку, чтобы выйти замуж за Подводника. Несмотря на то, что Рид на какое-то время обезумел и объявил войну Атлантиде, он в конце концов пришёл в себя, и, по-видимому помирились со Сью, в результате чего Фантастическая четвёрка реформировалась и провела совместную миссию в Негативной Зоне, сражаясь с Аннигилусом, чтобы обеспечить благоприятные роды Сью.
В What If? #6 (Декабрь, 1977), подвергнувшиеся космическому облучению члены команды приобрели способности, основанные на их личностях. Сью Шторм открыла возможность растягивать и изменять своё тело, поскольку девушка пыталась ассимилироваться в команде с подавляющими её авторитетом мужчинами, в то время как Рид из-за своего высокого уровня интеллекта превратился в гигантский парящий мозг. В этой реальности Сью носила прозвище Ультра Женщина. Сьюзан и другие члены Фантастической четвёрка были убиты Иммортусом.
В What If? том 1, #11 (Май, 1978) была показана альтернативная вселенная, где сотрудники Marvel Comics 1960-х годов подверглись космическому облучению. Секретарь редактора Marvel Стэна Ли Фло Стейнберг приобрела способности Невидимой девушки. Вместе со Стэном Ли, Джеком Кирби и Солом Бродски она продолжила работать в редакции, став тайной участницей Фантастической четвёрки.
What If? vol. 2 #11 продемонстрировала несколько возможных реальностей, в каждой из которых члены Фантастической четвёрки получили одни и те же способности:
- Огненные силы: в этой реальности квартет получил силы Человека-факела. Они решали использовать свои способности на благо человечества и сформировали Фантастическую четвёрку. Они сражались с такими злодеями как Человек-крот и инопланетная раса Скруллов. Во время противостояния с мистическим Чудотворцем, герои случайно подожгли дом, что привело к смерти молодой Анжелики Парсонс. Чувствуя ответственность за смерть Парсонс, команда распустилась, а Рид посвятил свою жизнь науке.
- Эластичные силы: в этой реальности Рид, Сью, Джонни и Бен получили эластичные способности. Решив стать супергероями, Рид и Сью постепенно влюбились друг в друга и покинули команду, чтобы посвятить жизнь семье. Рид продолжил заниматься наукой, в то время как Джонни стал всемирно известным Мистером Фантастиком.
- Чудовищные формы: космические лучи превратили квартет в монстров. Тело Ридо покрылось фиолетовой кожей, что сделало его похожим на Брута. Люди стали бояться героев и Рид убедил друзей покинуть цивилизацию и жить на острове монстров.
- Невидимые силы: в финале этой истории, Бен Гримм, Рид Ричардс, Джонни Шторм и Сьюзан Шторм получили часть способностей классической Невидимой леди. Рид обрёл способность проецировать невидимость на другие объекты. Рид и трое его друзей поступили на службу в новое подразделение ЦРУ под кодовым названием Щ. И. Т., полковника Ника Фьюри, где Рид был назначен начальником лаборатории. История пересказывает первое столкновение команды с Доктором Думом в этих условиях.

## Вне комиксов

### Телевидение
- В мультсериале «Фантастическая четвёрка» 1967 года её озвучила Джо Энн Пфлаг[79].
- Джинни Тайлер-Хилтон озвучила Сьюзан Шторм в мультсериале «Фантастическая четвёрка» 1978 года[79].
- Невидимая леди появляется в мультсериале «Фантастическая четвёрка» 1994 года, озвученная Лори Алан[79].
- Невидимая леди вместе с остальными членами Фантастической четвёрки появляется в 5 сезоне мультсериала «Человек-Паук» 1994 года, где её озвучила Гейл Маттиус[79].
- В мультсериале «Невероятный Халк» 1996 года появление Сьюзан Шторм и всей остальной Фантастической четвёрки состоялось в эпизоде «Фантастическая стойкость».
- Сьюзан Шторм и другие члены Фантастической четвёрки должны были появиться во 2, так и не вышедшем сезоне мультсериала «Серебряный Сёрфер» 1998 года[80].
- Женщина-невидимка появляется в мультсериале «Фантастическая четвёрка: Величайшие герои мира» 2006 года, озвученная Ларой Гилкрист[79]. Это первый мультсериал о Фантастической четвёрке, где Рид и Сью не женаты.
- Невидимая леди появляется в мультсериале «Супергеройский отряд», озвученная Тарой Стронг[79].
- Эрин Торпи озвучила Невидимую леди в мультсериале «Мстители. Величайшие герои Земли» 2010 года[79]. Она фигурирует в эпизодической роли в эпизоде «Укравший завтрашний день». Позже Сьюзан появляется в эпизоде «Личная война Доктора Дума», где её вместе с Осой захватывают Думботы Доктора Дума, после чего доставляют в Латверию. Мстители и другие члены Фантастической четвёрки проникают в замок Дума и спасают обеих, однако, предварительное сканирование Дума устанавливает, что Женщина-невидимка является замаскированным Скруллом. В эпизоде «Узник войны» настоящую Женщину-невидимку находит Капитан Америка, также оказавшийся в тюрьме на корабле Скруллов. После освобождения она помогает остальным пленникам сбежать с корабля. В эпизоде «Тайное вторжение» Женщина-невидимка спасает Здание Бакстера от своего двойника Скрулла. В финальном эпизоде мультсериала «Всем общий сбор» Сьюзан и другие супергерои Земли останавливают вторжение Галактуса.
- Невидимая леди появляется в мультсериале «Халк и агенты У.Д.А.Р.», в эпизоде «Больше никаких монстров», где Кэри Уолгрен повторила свою роль из игры «Lego Marvel Super Heroes»[79].

### Кино

#### Невышедший фильм Роджера Кормана
В невыпущенном фильме «Фантастическая четвёрка» Сьюзан сыграла Ребекка Стааб. По сюжету, она является возлюбленной гениального учёного Рида Ричардса, который пригласил её в космическую экспедицию вместе с младшим братом Сью Джонни и своим лучшим другом Беном Гриммом. Пролетая мимо кометы, команда подверглась воздействию исходящих из неё лучей, поскольку незадолго до полёта Ювелир подменил отвечающий за безопасность шатла алмаз. Совершив аварийную посадку на Земле, экипаж приобрёл удивительные способности. Сью, в частности, научилась становиться невидимой. В дальнейшем команда, получившая названием Фантастическая четвёрка, срывает козни Доктора Дума. Некоторое время спустя после этих событий, Рид и Сьюзан женятся и, вместе с Джонни и Беном, решают посвятить свои жизни борьбе с преступностью.

#### Фильмы 20th Century Fox
- Джессика Альба исполнила роль Сьюзан Шторм в фильме «Фантастическая четвёрка» 2005 года[82]. Сью показана блестящим учёным, возглавляющим департамент генетических исследования Виктора фон Дума. На момент начала фильма она состоит с ним в романтических отношениях. Непосредственно перед появлением космической бури, которая предоставляет ей способность манипулировать светом (возможность становиться невидимой и манипулировать силовыми полями), Виктор собирается сделать ей предложение. По ходу сюжета она вновь сближается с Ридом Ричардсом, с которым когда-то состояла в отношениях, однако тот не был готов перейти на следующий шаг. Несмотря на то, что изначально она использует свои силы под влиянием эмоций, ей удаётся обрести контроль над способностями во время финальной битвы с Доктором Думе. Впоследствии, Рид делает предложение Сью, на которое она с радостью соглашается.
- Альба повторила роль Женщины-невидимки в фильме «Фантастическая четвёрка: Вторжение Серебряного сёрфера» 2007 года[82]. Некоторое время спустя, после победы над Доктором Думомо, члены Фантастической четвёркой становятся мировыми знаменитостями. Рид и Сью готовятся к предстоящему бракосочетанию, которое СМИ характеризуют как «свадьбу века». Ситуация осложняется возникающими по всему земному шару аномалиями, из-за чего Рид, несмотря на все уговоры Сью, погружается в изучение данных явлений. В дальнейшем, команда сталкивается с Серебряным Сёрфером, инопланетным существом, ответственным за недавние беспорядки. Военные привлекают к расследованию Виктора фон Дума, изуродованное лицо которого исцелилось после встречи с пришельцем. Команде удаётся захватить Сёрфера и отделить его от доски, источника космических сил. Сью пытается наладить контакт с инопланетным посланником, который раскрывает, что служит Пожирателю миров Галактусу, чтобы тот не уничтожил его собственный мир. Тем не менее, Сью удаётся пошатнуть его уверенность в правильности выбора, напоминая Сёрферу дорогую ему женщину. Когда Дум забирает силу Сёрфера и пытается убить его, Сью заслоняет собой тело Серебряного вестника и умирает на руках Рида. В конечном итоге Фантастической четвёрке удаётся победить Дума и Серебряный Сёрфер, вернув свою силу, исцеляет Сью. По прошествии этих событий, Рид и Сью женятся в Японии, однако, во время церемонии Фантастическая четвёрка получает сообщение о беспорядках в Венеции и незамедлительно отправляется на спасательную миссию.
- В фильме-перезапуске «Фантастическая четвёрка» 2015 года роль Невидимой леди исполнила Кейт Мара[83]. Сьюзан Шторм является албанкой по происхождению родом из Косово, а также приёмной дочерью доктора Франклина Шторма и сводной сестрой Джонни Шторма. Вместе с отцом она посещает школьную выставку талантов, где знакомится с вундеркиндом Ридом Ричардсом, котором удалось изобрести телепортирющее устройство. Франклин предлагает юноше стипендию в Фонде Бакстера и привлекает его к работе над проектом по созданию Квантовых врат, участнице которого также является и Сьюзан. Вскоре к ним присоединяются Виктором фон Думом и Джонни, отбывающий наказание за гоночную аварию. В конечном итоге команда успешно создаёт портал в другое измерение и проводит опыт по перемещению обезьяны. Тем не менее, руководитель объекта, доктор Аллен, заявляет, что на так называемую Планету 0 отправится группа из НАСА. В то время как Сью примиряется с решением руководства, Виктор, Джонни и Рид решают стать первооткрывателями нового мира и, заручившись поддержкой Бена Гримма, являющегося другом последнего, предпринимают несанкционированную ночную попытку перемещения на Планету 0. Узнав об этом, Сьюзан пытается вернуть всех четверых при помощи контрольного прибора, однако, когда капсулы с Ридом, Джонни и Беном возвращаются на Землю, за ними следует энергетическая волна, которая воздействует на организмы всех четверых и пробуждает аномальные сверхчеловеческие способности. По истечении года с момента обретения способностей от Планеты 0, Сью обучается контролю невидимости и силовых полей. Учёные, работающие вместе с Франклином, разрабатывают для неё специальный костюм, чтобы помочь Сью адаптироваться к её силам. В то время как правительство планирует использовать её и Джонни в боевых операциях, как это уже произошло с Беном, Франклин отказывается принимать подобное положение дел и просит Сьюзан найти сбежавшего Рида. Когда Ричардс возвращается и помогает вновь активировать Квантовые врата, учёные обнаруживают на Планете 0 мутировавшего Виктора. Тот отказывается позволить человечеству испортить его новый мир и убивает многих обитателей Фонда Бакстера, включая Франклина. Сью, Джонни, Рид и Бен объединяют усилия, чтобы остановить Дума и предотвратить разрушение Земли. Вернувшись, они решают работать вместе и отстаивают свою независимость у правительства. Ко всему прочему, Рид придумывает название для их группы.

#### Кинематографическая вселенная Marvel
- В фильме «Доктор Стрэндж: В мультивселенной безумия» 2022 года Рид Ричардс с Земли-838 в разговоре с Алой Ведьмой упоминает мать своих детей[84].
- Ванесса Кирби сыграла Невидимую леди в фильме «Фантастическая четвёрка: Первые шаги» (2025)[85].

### Видеоигры
- Сьюзан играет эпизодическую роль в Spider-Man: The Animated Series 1995 года для Sega Mega Drive и Super Nintendo. По достижении определённого уровня игры, Невидимая Леди может быть вызвана ограниченное количество раз в качестве персонажа-поддержки, делая Человека-паука временно невидимым.
- Невидимая леди является одной из игровых персонажей в Fantastic Four 1997 года для PlayStation.
- Джессика Альба озвучила свою героиню из фильма в игре Fantastic Four 2005 года[79], в то время как её «классическую» версию озвучила Грей Делайл[79].
- Невидимая леди фигурирует в игре Fantastic Four: Flame On 2005 года.
- Женщина-невидимка является игровым персонажем в Marvel: Ultimate Alliance 2006 года, где её озвучила Даника Маккеллар[79]. Доступны её классический костюм, Ultimate, Нью-Marvel, а также оригинальный. Она имеет специальные диалоги с Джиной Грей, Чёрным Громом, Нэмором, Виженом, и Уату[86].
- В игре Fantastic Four: Rise of the Silver Surfer 2007 года Женщину-невидимку озвучила Эрин Мэтьюс[79].
- Маккеллар повторила роль Женщины-невидимки в Marvel: Ultimate Alliance 2 2009 года[79]. В игре также присутствуют её классический костюм и снаряжение из Ultimate-вселенной.
- Сьюзан появляется как игровой персонаж в Marvel Super Hero Squad, озвученная Тарой Стронг[79], а также в сиквеле игры Marvel Super Hero Squad: The Infinity Gauntlet, где Стронг повторила свою роль.
- В Marvel Super Hero Squad Online Невидимую леди вновь озвучила Грей Делайл[79].
- Невидимая леди доступна в рамках DLC для игры Little Big Planet[87][88].
- Стронг вновь озвучила Невидимую леди в игре Marvel Super Hero Squad: Comic Combat[79].
- Невидимая леди появляется в виртуальном пинболе Fantastic Four из серии Pinball FX 2, выпущенного Zen Studios[89], где её озвучила Лора Бэйли[79].
- Невидимая леди является играбельным персонажем в Marvel: Avengers Alliance для Facebook.
- Невидимая леди — играбельный персонаж в Marvel Heroes[90]. Тем не менее, по юридическим причинам она и другие члены Фантастической четвёрки были удалены из игры в 2017 году[91].
- Кэри Уолгрен озвучила Сьюзан Шторм в игре Lego Marvel Super Heroes, где она является игровым персонажем[79].
- Женщина-невидимка играбельна в Marvel: Future Fight для платформ iOS и Android[92].
- Женщина-невидимка играбельна в мобильной игре Marvel Puzzle Quest[92].
- Уолгрен вновь озвучила Сьюзан Шторм в игре Marvel Ultimate Alliance 3: The Black Order, в DLC Shadow of Doom[79].
- Невидимая леди появляется как игровой персонаж в MOBA-игре Marvel Super War 2019 года.
- Женщина-невидимка упоминается в игре Marvel’s Midnight Suns (2022)[93].

## В популярной культуре
- Невидимая женщина появилась в Робоцыпе в эпизоде «Monstourage» озвученная Эммануэль Шрики.
- В мультсериале «Ох, уж эти детки!» представлена пародия на персонажа, в эпизоде «Mega Diaper Babies». Главные герои — маленькие дети насмотревшись мультсериала о подвигах Фантастической четвёрки, воображают себя супергероями. Так Лил становится «Пунктирной девочкой», которая в отличие от Сью Шторм не становиться невидимой, а оставляет вместо себя пунктирный силуэт.
- В «Симпсонах» в хэллоуинском выпуске номер XIV, есть момент, когда семья превращается в членов Фантастической четвёрки. Мэгги становится Невидимой девочкой.
- Памела Андерсон выступает в качестве Невидимой Девушки в фильме «Супергеройское кино».
- В мультсериале «Братья Вентура» существует команда мутантов, пародирующая Фантастическую Четвёрку. Жена Доктора Импосибла — Салли в моменты эмоциональных потрясений делает невидимой только свою кожу, делая тем самым видимыми мышцы и мускулы.

## Критика и отзывы
Журнал «Wizard» поставил героиню на 99 место в своём списке величайших персонажей комиксов всех времён. Невидимая женщина заняла 66 место в списке «100 лучших героев комиксов» по версии IGN, а также 40 место в списке «Топ 50 Мстителей». Героиня была определена на 85 место в списке 100 самых сексуальных героинь комиксов по версии Comics Buyer’s Guide.